# Drakegatan
Drakegatan är en gata inom stadsdelen Gårda i Göteborg. Den är cirka 245 meter lång och sträcker sig från Åvägen till Johan på Gårdas gata.
Drakegatan fick sitt namn år 1923 efter det tidigare Drakeska tegelbruket, vilket anlades av Anders Drake i mitten av 1700-talet. Gatan hette tidigare Svanegatan efter kvarteret Svanen, stadsdelens äldsta kvarter. Namnändringen gjordes för att undvika förväxling med Svangatan i Olskroken.